# Colegiul Tehnic Constantin Istrati
Colegiul Tehnic Constantin Istrati este o instituție de învățământ (colegiu) din municipiul Câmpina, Județul Prahova, România.

## Istoric
În anul 1889, Societatea „Steaua Română” înființează școala de sondori, prima școală din industria petrolului. 
În anul 1904 se înființează Școala de maiștri sondori, iar în 1920 și o secție de maiștrii rafinori, activă până în 1950. În anul 1921, ia ființă Școala inferioară de arte și meserii. 
În anul 1936, se transformă în Gimnaziul industrial de băieți. 
În anul 1948 devine Școala medie tehnică de petrol. 
Din anul 1948, în actualul local funcționează Școala medie tehnica Petrol 1, local in care a funcționat în perioada 1930-1948 Liceul de fete „Iulia Hașdeu”. 
Între anii 1955 – 1960, ambele școli se transformă în școli profesionale. Din anul 1966, funcționează și forma de învățământ liceal. 
Din anul 1970, cele doua forme de învățământ funcționează sub denumirea de Grupul Școlar Industrial de Petrol. 
Din mai 2009 Grupul Școlar Industrial de Petrol Câmpina capătă denumirea de Colegiul Tehnic Constantin Istrati Câmpina.